# Gottfried Ritter von Rittershain
Gottfried (Bohumir[us] Ladislaus) Ritter von Rittershain (* 1820 in Lemberg, Galizien; † 20. August 1883 in Görlitz, Niederschlesien) war ein Arzt und Pädiater in Prag.

## Leben
Gottfried Ritter studierte an der Universität Lemberg und der Karls-Universität Prag. Der Titel seiner Dissertation lautete De epilepsia. Er arbeitete an der Poliklinik in Prag und interessierte sich in Folge für Kinderkrankheiten. Im Jahr 1864 wurde er zum Professor der Kinderheilkunde in Prag ernannt.
Ritter von Rittershain war Gründer der Prager medicinischen Wochenschrift. 1880 musste er seinen Beruf aufgrund seiner Epilepsie aufgeben. Er starb 1883 an den Folgen eines Schlaganfalls.
Auf Ritter von Rittershain geht der Morbus Ritter bzw. Morbus Ritter von Rittershain, also das Staphylococcal scalded skin syndrome, zurück.

## Werke (Auswahl)
- Die Heilkünstler des alten Roms und ihre bürgerliche Stellung. Lüderitz, Berlin 1875; urn:nbn:de:hbz:061:2-13319
- Die exfoliative Dermatitis jüngerer Säuglinge. Berlin, 1878.